# 톰과 제리: 스파이 대작전
《톰과 제리: 스파이 대작전》(Tom and Jerry: Spy Quest)은 2015년에 공개된 미국의 비디오 영화이다.